# بلانش غرانت
بلانش غرانت (بالإنجليزية: Blanche Grant)‏ هي رسامة جداريات ‏ أمريكية، ولدت في 1874 في ليفنوورث في الولايات المتحدة، وتوفيت في 1948.